# Pseudomysidia trinidadensis
Pseudomysidia trinidadensis är en insektsart som beskrevs av Broomfield 1985. Pseudomysidia trinidadensis ingår i släktet Pseudomysidia och familjen Derbidae. Inga underarter finns listade i Catalogue of Life.